# Roblelacasa
Roblelacasa es una pedanía de Campillo de Ranas, en la provincia de Guadalajara (España), enclavada en las cercanías del pico Ocejón, en la vertiente sur de la sierra de Ayllón, al norte de la provincia.
La construcción de sus edificios responde a la arquitectura negra, tipo de arquitectura popular que emplea como elemento constructivo principal la pizarra, compuesto mineral de tonos grises, violetas, azulados, pardos, plateados o negruzcos.
A mediados del siglo XIX, el lugar tenía unas 40 casas y ya pertenecía a Campillo de Ranas. La localidad aparece descrita en el decimotercer volumen del Diccionario geográfico-estadístico-histórico de España y sus posesiones de Ultramar de Pascual Madoz de la siguiente manera:

ROBLELACASA: ald. en la prov. de Guadalajara, part. jud. de Tamajon, térm. jurisd. de Campillo de Ranas: tiene 40 casas y una ermita (El Niño Jesus). pobl., riqueza y contr.: con Campillo de Ranas (V.).
(Madoz, 1849, p. 526)